# فردریک کینگ کلر
فردریک کینگ کلر (انگلیسی: Frederick King Keller؛ زادهٔ ۱۹۵۴ میلادی) کارگردان فیلم، فیلم‌نامه‌نویس، کارگردان تلویزیونی و تهیه‌کننده تلویزیونی اهل ایالات متحده آمریکا است. وی از سال ۱۹۸۱ میلادی تاکنون مشغول فعالیت بوده‌است.
از فیلم‌ها یا مجموعه‌های تلویزیونی که وی در آن‌ها نقش داشته‌است، می‌توان به دکتر هاوس، سی‌اس‌آی: میامی، ۲۴ و نجیب‌زادگان اشاره نمود.